# Karl 5. (Tysk-romerske rige)
 Der er flere personer med dette navn, se Karl 5..
Karl 5. (født 24. februar 1500, død 21. september 1558) blev født i Gent i Nederlandene som søn af Filip 1. den Smukke af Kastilien og Johanne den Vanvittige af Kastilien. Han arvede 1506 Østrig og Nederlandene efter sin fader, og som 15-årig overtog han ledelsen af sine riger. Han var konge af Spanien fra 1516 (som Karl 1.) og kejser af Det Tysk-romerske rige fra 1519.

## Udenrigspolitik
I 1519 blev Karl kåret til kejser af Det tysk-romerske Rige. Karl 5. arvede titlen, da hans farfar den habsburgske kejser Maximilian 1. døde. Samme år arvede han Spanien efter sin moder. I oktober 1520 blev Karl kronet i Aachen som tysk-romersk kejser. Han abdicerede i 1556.
Karl vandt slaget ved Pavia i 1525 i den italienske krig og tog Frans 1. af Frankrig til fange. Han holdt ham fanget i Madrid og tvang ham til at give store indrømmelser, som han dog løb fra efter frigivelsen. To år senere angreb han Norditalien og Rom, og Paven blev fængslet og Rom plyndret.
Karl kæmpede gentagende krige med Det Osmanniske Storrige og dets sultan, Süleyman den Store. En rivalisering som kulminerede med belejringen af Wien. Da kongeriget Ungarn led et katastrofalt nederlag til de osmanniske styrker ved slaget om Mohács den 29. august 1526, skabte det en chokbølge af skræk og rædsel igennem hele Europa.
Da Ungarn var slået, var Wien den eneste større forhindring, som stod i vejen for osmanniske erobringer i hjertet af Europa.
Set med europæiske øjne var de konstante osmanniske erobringer af europæisk jord, et religiøst anliggende. Da man så osmannerne som muslimske vantro barbarer, der kom for at lægge det kristne Europa i mørke. For osmannerne drejede erobringerne sig dog udelukkende om magt og rigdom.
Den ustoppelige osmanniske fremmarch ind i Europa blev standset ved den fejlslagne belejring af Wien. Süleymans hær på mellem 120.000 og 300.000 soldater blev mirakuløst slået tilbage af Wiens garnison på 17.000 soldater sammen med 1.000 tyske landsknægte og 7-800 spanske Harquebusier, som Karl i hast havde sendt til Wien for at bolstre forsvaret.

## Indenrigspolitik
Martin Luther var et problem. Han indledte omkring 1517 en reformatorisk bevægelse i Tyskland. På rigsdagen i Worms i 1521 blev Martin Luther dømt fredløs.
Men både fyrster og bønder blev grebet af de nye tanker. Bønderne rejste sig i 1524 mod deres gejstlige og verdslige herrer i Bondekrigen, men opstanden blev slået ned med hård hånd af fyrsterne - og med Luthers accept. Trosstridighederne udløste krige i Tyskland, hvor kejser Karl V greb ind som øverste landsherre. I 1547 besejrede han de protestantiske fyrster, men han led nederlag i 1552, da Frankrig støttede de tyske oprørere. Karl måtte afstå bispedømmerne Metz, Toul og Verdun i Lorraine til Frankrig.
Ved den Augsburgske Religionsfred i 1555 blev det bestemt, at undersåtterne skulle bekende sig til samme tro som deres fyrster. Karl abdicerede i 1556. Hans vældige rige blev opdelt i en østrigsk og en spansk del. Den østrigske del gik til Karls broder Ferdinand, som var tysk-romersk kejser 1558-1564. Den spanske del gik til sønnen Filip 2., hvorved Nederlandene kom på spanske hænder. Sine sidste år tilbragte Karl i et spansk kloster, hvor han døde den 21. september 1558. Efter sejren over maurerne i Andalusien og fordrivelsen af jøderne byggede han en tilbygning i senrenæssancestil til Alhambra-slottet. Klosteret Escorial uden for Madrid, blev omdannet til et mausoleum og er baggrund for Schillers skuespil "Don Carlos" (1787) sat i musik af Giuseppe Verdi i operaen "Don Carlo" (1867), der skildrer den skygge, som Karl kaster over sin søn, som bliver konfronteret af de frihedselskende nederlændere.